# Music (Was My First Love)
Pour les articles homonymes, voir Music.
Singles de John Miles
Highfly
(1975) Remember Yesterday
(1976)
Pistes de Rebel
Everybody Wants Some More
Music (Was My First Love) (ou simplement Music) est une chanson de John Miles sortie en 1976 et produite par Alan Parsons. Cette chanson a été un véritable tube notamment au Royaume-Uni où elle s'est classée dans le Top 3 des singles.

## Classements
| Classement (1976)                       | Meilleure place |
| --------------------------------------- | --------------- |
| Allemagne (Media Control AG)            | 10              |
| Belgique (Flandre Ultratop 50 Singles)  | 1               |
| Belgique (Wallonie Ultratop 50 Singles) | 10              |
| Pays-Bas (Single Top 100)               | 1               |
| Royaume-Uni (UK Singles Chart)          | 3               |
| Suisse (Schweizer Hitparade)            | 4               |

## Reprises et utilisations
- En 2007, le rappeur marseillais L'Algérino utilise un sample de Music pour son titre L'Envie de Vaincre[8].
- Le groupe de power metal allemand Metalium a aussi effectué une reprise de cette chanson en 2001.
- En 2009, le groupe Sylver reprend le titre Music, un duo entre Silvy De Bie et John Miles[9].
- Depuis les années 1990, le club de football de l'AS Nancy-Lorraine l'utilise à chaque début de match à domicile pour annoncer l'entrée des joueurs sur la pelouse du stade Marcel Picot. Dès sa première diffusion, ce titre a remporté un franc succès auprès des spectateurs et a depuis été conservé. Sa diffusion n'a été suspendue qu'une année à la demande de l'entraîneur de l'époque, László Bölöni.
- Cette musique est utilisée au stade de la Mosson (Montpellier) en cas de victoire du Montpellier Hérault Sport Club.
- En 2015, Le DJ belge Rebel sample Music pour son titre du même nom.

## Sources
1. ↑  John Miles - Rebel
2. ↑  (de) Charts.de – John Miles - Music. GfK Entertainment. PhonoNet GmbH. Consulté le 21 octobre 2014.
3. ↑  (nl) Ultratop.be – John Miles – Music. Ultratop 50. Ultratop et Hung Medien / hitparade.ch. Consulté le 21 octobre 2014.
4. ↑  Ultratop.be – John Miles – Music. Ultratop 50. Ultratop et Hung Medien / hitparade.ch. Consulté le 7 décembre 2021.
5. ↑  (nl) Dutchcharts.nl – John Miles – Music. Single Top 100. Hung Medien. Consulté le 21 octobre 2014.
6. ↑  (en) Archive Chart. UK Singles Chart. ChartArchive.
7. ↑  (en) Swisscharts.com – John Miles – Music. Schweizer Hitparade. Hung Medien. Consulté le 21 octobre 2014.
8. ↑  « http://www.ultragraphik.com/blog/index.php?q=john+miles »(Archive.org • Wikiwix • Archive.is • Google • Que faire ?)
9. ↑  « Sylver Ft. John Miles - Music », sur Discogs (consulté le 16 août 2020).